# Aleksej Kiseljov
Aleksej Kiseljov, född 17 mars 1938 i Rjazan, död 19 juni 2005 i Moskva, var en sovjetisk boxare.
Kiseljov blev olympisk silvermedaljör i lätt tungvikt i boxning vid sommarspelen 1964 i Tokyo.